# World MMA Awards
Los World MMA Awards son premios presentados por la revista Fighters Only para honrar a lo mejor en varios aspectos de las artes marciales mixtas. Los ganadores reciben una estatuilla de plata de Fighters Only. La primera ceremonia de los World MMA Awards se llevó a cabo en 2008.
Los World MMA Awards se dividen en más de veinte categorías. Desde su inicio hasta el presente, los ganadores de los premios han sido elegidos a través de la votación en línea de los fanáticos. Es considerado como la ceremonia de premios más prestigiosa del MMA.

## Peleador masculino del Año
| Año       | Ganador               | País                      | Categoría       | Empresa                        |
| --------- | --------------------- | ------------------------- | --------------- | ------------------------------ |
| 2008      | Anderson Silva        | Bandera de Brasil         | Peso medio      | Ultimate Fighting Championship |
| 2009      | Georges St-Pierre     | Bandera de Canadá         | Peso wélter     | Ultimate Fighting Championship |
| 2010      | José Aldo             | Bandera de Brasil         | Peso pluma      | Ultimate Fighting Championship |
| 2011      | Jon Jones             | Bandera de Estados Unidos | Peso semipesado | Ultimate Fighting Championship |
| 2012      | Jon Jones             | Bandera de Estados Unidos | Peso semipesado | Ultimate Fighting Championship |
| 2013      | Chris Weidman         | Bandera de Estados Unidos | Peso medio      | Ultimate Fighting Championship |
| 2014      | Robbie Lawler         | Bandera de Estados Unidos | Peso wélter     | Ultimate Fighting Championship |
| 2015      | Conor McGregor        | Bandera de Irlanda        | Peso gallo      | Ultimate Fighting Championship |
| 2016      | Conor McGregor        | Bandera de Irlanda        | Peso gallo      | Ultimate Fighting Championship |
| 2017      | Max Holloway          | Bandera de Estados Unidos | Peso ligero     | Ultimate Fighting Championship |
| 2018      | Daniel Cormier        | Bandera de Estados Unidos | Peso pesado     | Ultimate Fighting Championship |
| 2019/2020 | Israel Adesanya       | Bandera de Nigeria        | Peso medio      | Ultimate Fighting Championship |
| 2021      | Kamaru Usman          | Bandera de Nigeria        | Peso wélter     | Ultimate Fighting Championship |
| 2022      | Alexander Volkanovski | Bandera de Australia      | Peso pluma      | Ultimate Fighting Championship |
| 2023      | Leon Edwards          | Bandera del Reino Unido   | Peso wélter     | Ultimate Fighting Championship |
| 2024      | Alex Pereira          | Bandera de Brasil         | Peso Semipesado | Ultimate Fighting Championship |

## Peleadora femenina del Año
| Año       | Ganadora             | País                                  | Categoría  | Empresa                        |
| --------- | -------------------- | ------------------------------------- | ---------- | ------------------------------ |
| 2008      | Gina Carano          | Bandera de Estados Unidos             | Peso pluma | EliteXC                        |
| 2009      | Cris Cyborg          | Bandera de Brasil                     | Peso pluma | Strikeforce                    |
| 2010      | Cris Cyborg          | Bandera de Brasil                     | Peso pluma | Strikeforce                    |
| 2011      | Miesha Tate          | Bandera de Estados Unidos             | Peso gallo | Strikeforce                    |
| 2012      | Ronda Rousey         | Bandera de Estados Unidos             | Peso gallo | Strikeforce                    |
| 2013      | Ronda Rousey         | Bandera de Estados Unidos             | Peso gallo | Ultimate Fighting Championship |
| 2014      | Ronda Rousey         | Bandera de Estados Unidos             | Peso gallo | Ultimate Fighting Championship |
| 2015      | Holly Holm           | Bandera de Estados Unidos             | Peso gallo | Ultimate Fighting Championship |
| 2016      | Amanda Nunes         | Bandera de Brasil                     | Peso gallo | Ultimate Fighting Championship |
| 2017      | Rose Namajunas       | Bandera de Estados Unidos             | Peso paja  | Ultimate Fighting Championship |
| 2018      | Amanda Nunes         | Bandera de Brasil                     | Peso gallo | Ultimate Fighting Championship |
| 2019/2020 | Amanda Nunes         | Bandera de Brasil                     | Peso gallo | Ultimate Fighting Championship |
| 2021      | Rose Namajunas       | Bandera de Estados Unidos             | Peso paja  | Ultimate Fighting Championship |
| 2022      | Valentina Shevchenko | Bandera de Kirguistán                 | Peso mosca | Ultimate Fighting Championship |
| 2023      | Alexa Grasso         | Bandera de México                     | Peso paja  | Ultimate Fighting Championship |
| 2024      | Weili Zhang          | Bandera de la República Popular China | Peso paja  | Ultimate Fighting Championship |

## Peleador/a revelación del Año
| Año       | Ganador/a       | País                      | Categoría       | Empresa                        |
| --------- | --------------- | ------------------------- | --------------- | ------------------------------ |
| 2008      | Demian Maia     | Bandera de Brasil         | Peso mediano    | Ultimate Fighting Championship |
| 2009      | Brock Lesnar    | Bandera de Estados Unidos | Peso pesado     | Ultimate Fighting Championship |
| 2010      | Jon Jones       | Bandera de Estados Unidos | Peso semipesado | Ultimate Fighting Championship |
| 2011      | Donald Cerrone  | Bandera de Estados Unidos | Peso ligero     | Ultimate Fighting Championship |
| 2012      | Chris Weidman   | Bandera de Estados Unidos | Peso medio      | Ultimate Fighting Championship |
| 2013      | Travis Browne   | Bandera de Estados Unidos | Peso pesado     | Ultimate Fighting Championship |
| 2014      | Kelvin Gastelum | Bandera de Estados Unidos | Peso wélter     | Ultimate Fighting Championship |
| 2015      | Holly Holm      | Bandera de Estados Unidos | Peso gallo      | Ultimate Fighting Championship |
| 2016      | Cody Garbrandt  | Bandera de Estados Unidos | Peso gallo      | Ultimate Fighting Championship |
| 2017      | Brian Ortega    | Bandera de Estados Unidos | Peso pluma      | Ultimate Fighting Championship |
| 2018      | Israel Adesanya | Bandera de Nigeria        | Peso medio      | Ultimate Fighting Championship |
| 2019/2020 | Jorge Masvidal  | Bandera de Estados Unidos | Peso wélter     | Ultimate Fighting Championship |
| 2021      | Brandon Moreno  | Bandera de México         | Peso mosca      | Ultimate Fighting Championship |
| 2022      | Paddy Pimblett  | Bandera del Reino Unido   | Peso ligero     | Ultimate Fighting Championship |
| 2023      | Alex Pereira    | Bandera de Brasil         | Peso medio      | Ultimate Fighting Championship |
| 2024      | Tom Aspinall    | Bandera del Reino Unido   | Peso pesado     | Ultimate Fighting Championship |

## Peleador internacional del Año
| Año       | Ganador               | País                        | Categoría       | Empresa                        |
| --------- | --------------------- | --------------------------- | --------------- | ------------------------------ |
| 2008      | Michael Bisping       | Bandera del Reino Unido     | Peso medio      | Ultimate Fighting Championship |
| 2009      | Gegard Mousasi        | Bandera de los Países Bajos | Peso semipesado | Strikeforce                    |
| 2010      | Alistair Overeem      | Bandera de los Países Bajos | Peso pesado     | Strikeforce                    |
| 2011      | Alistair Overeem      | Bandera de los Países Bajos | Peso pesado     | Strikeforce                    |
| 2012      | Michael Bisping       | Bandera del Reino Unido     | Peso medio      | Ultimate Fighting Championship |
| 2013      | Alexander Gustafsson  | Bandera de Suecia           | Peso semipesado | Ultimate Fighting Championship |
| 2014      | Conor McGregor        | Bandera de Irlanda          | Peso gallo      | Ultimate Fighting Championship |
| 2015      | Conor McGregor        | Bandera de Irlanda          | Peso gallo      | Ultimate Fighting Championship |
| 2016      | Khabib Nurmagomedov   | Bandera de Rusia            | Peso semipesado | Ultimate Fighting Championship |
| 2017      | Robert Whittaker      | Bandera de Australia        | Peso medio      | Ultimate Fighting Championship |
| 2018      | Aung La Nsang         | Bandera de Birmania         | Peso crucero    | ONE Championship               |
| 2019/2020 | Israel Adesanya       | Bandera de Nigeria          | Peso medio      | Ultimate Fighting Championship |
| 2021      | Israel Adesanya       | Bandera de Nigeria          | Peso medio      | Ultimate Fighting Championship |
| 2022      | Alexander Volkanovski | Bandera de Australia        | Peso pluma      | Ultimate Fighting Championship |
| 2023      | Leon Edwards          | Bandera del Reino Unido     | Peso wélter     | Ultimate Fighting Championship |
| 2024      | Dricus du Plessis     | Bandera de Sudáfrica        | Peso medio      | Ultimate Fighting Championship |

## Pelea del Año
| Año       | Pelea                                    | Evento                                                 |
| --------- | ---------------------------------------- | ------------------------------------------------------ |
| 2008      | Chuck Liddell vs. Wanderlei Silva        | UFC 79                                                 |
| 2009      | Diego Sánchez vs. Clay Guida             | The Ultimate Fighter: United States vs. United Kingdom |
| 2010      | Anderson Silva vs. Chael Sonnen          | UFC 117                                                |
| 2011      | Frankie Edgar vs. Gray Maynard           | UFC 125                                                |
| 2012      | Joe Lauzon vs. Jamie Varner              | UFC on Fox: Shogun vs. Vera                            |
| 2013      | Jon Jones vs. Alexander Gustafsson       | UFC 165                                                |
| 2014      | José Aldo vs. Chad Mendes                | UFC 179                                                |
| 2015      | Robbie Lawler vs. Rory MacDonald         | UFC 189                                                |
| 2016      | Cub Swanson vs. Choi Doo-ho              | UFC 206                                                |
| 2017      | Eddie Alvarez vs. Justin Gaethje         | UFC 218                                                |
| 2018      | Tony Ferguson vs. Anthony Pettis         | UFC 229                                                |
| 2019/2020 | Weili Zhang vs. Joanna Jędrzejczyk       | UFC 248                                                |
| 2021      | Deiveson Figueiredo vs. Brandon Moreno   | UFC 256                                                |
| 2022      | Jiří Procházka vs. Glover Teixeira       | UFC 275                                                |
| 2023      | Islam Majáchev vs. Alexander Volkanovski | UFC 284                                                |
| 2024      | Max Holloway vs. Justin Gaethje          | UFC 300                                                |

## KO del Año
| Año       | Ganador          | Oponente           | Round | Evento                                |
| --------- | ---------------- | ------------------ | ----- | ------------------------------------- |
| 2008      | Wanderlei Silva  | Keith Jardine      | 1     | UFC 84                                |
| 2009      | Dan Henderson    | Michael Bisping    | 2     | UFC 100                               |
| 2010      | Mauricio Rua     | Lyoto Machida      | 1     | UFC 113                               |
| 2011      | Anderson Silva   | Vitor Belfort      | 1     | UFC 126                               |
| 2012      | Edson Barboza    | Terry Etim         | 3     | UFC 142                               |
| 2013      | Vitor Belfort    | Luke Rockhold      | 1     | UFC on FX: Belfort vs. Rockhold       |
| 2014      | Vitor Belfort    | Roy Nelson         | 2     | UFC Fight Night: Hunt vs. Nelson      |
| 2015      | Holly Holm       | Ronda Rousey       | 2     | UFC 193                               |
| 2016      | Michael Page     | Evangelista Santos | 2     | Bellator 158                          |
| 2017      | Francis Ngannou  | Alistair Overeem   | 1     | UFC 218                               |
| 2018      | Amanda Nunes     | Cris Cyborg        | 1     | UFC 232                               |
| 2019/2020 | Jorge Masvidal   | Ben Askren         | 1     | UFC 239                               |
| 2021      | Joaquin Buckley  | Impa Kasanganay    | 2     | UFC Fight Night: Moraes vs. Sandhagen |
| 2022      | Michael Chandler | Tony Ferguson      | 2     | UFC 274                               |
| 2023      | Leon Edwards     | Kamaru Usman       | 5     | UFC 278                               |
| 2024      | Max Holloway     | Justin Gaethje     | 5     | UFC 300                               |

## Sumisión del Año
| Año       | Ganador               | Oponente                 | Round | Evento                                   |
| --------- | --------------------- | ------------------------ | ----- | ---------------------------------------- |
| 2008      | Georges St-Pierre     | Matt Hughes              | 2     | UFC 79                                   |
| 2009      | Toby Imada            | Jorge Masvidal           | 3     | Bellator 5                               |
| 2010      | Fabrício Werdum       | Fiódor Yemeliánenko      | 1     | Strikeforce: Fedor vs. Werdum            |
| 2011      | Jung Chan-sung        | Leonard Garcia           | 2     | UFC Fight Night: Nogueira vs. Davis      |
| 2012      | Frank Mir             | Antônio Rodrigo Nogueira | 1     | UFC 140                                  |
| 2013      | Urijah Faber          | Ivan Menjivar            | 1     | UFC 157                                  |
| 2014      | Ben Saunders          | Chris Heatherly          | 1     | UFC Fight Night: Henderson vs. dos Anjos |
| 2015      | Ronda Rousey          | Cat Zingano              | 1     | UFC 184                                  |
| 2016      | Nate Diaz             | Conor McGregor           | 2     | UFC 196                                  |
| 2017      | Demetrious Johnson    | Ray Borg                 | 5     | UFC 216                                  |
| 2018      | Zabit Magomedsharipov | Brandon Davis            | 2     | UFC 228                                  |
| 2019/2020 | Demian Maia           | Ben Askren               | 3     | UFC Fight Night: Maia vs. Askren         |
| 2021      | Khabib Nurmagomedov   | Justin Gaethje           | 2     | UFC 254                                  |
| 2022      | Charles Oliveira      | Dustin Poirier           | 3     | UFC 269                                  |
| 2023      | Alexa Grasso          | Valentina Shevchenko     | 4     | UFC 285                                  |
| 2024      | Diego Lopes           | Gavin Tucker             | 1     | UFC on ESPN: Sandhagen vs. Font          |

## Promotor del Año
| Año       | Ganador    | Empresa                        |
| --------- | ---------- | ------------------------------ |
| 2008      | Dana White | Ultimate Fighting Championship |
| 2009      | Dana White | Ultimate Fighting Championship |
| 2010      | Dana White | Ultimate Fighting Championship |
| 2011      | Dana White | Ultimate Fighting Championship |
| 2012      | Dana White | Ultimate Fighting Championship |
| 2013      | Dana White | Ultimate Fighting Championship |
| 2014      | Dana White | Ultimate Fighting Championship |
| 2015      | Dana White | Ultimate Fighting Championship |
| 2016      | Dana White | Ultimate Fighting Championship |
| 2017      | Dana White | Ultimate Fighting Championship |
| 2018      | Dana White | Ultimate Fighting Championship |
| 2019/2020 | Dana White | Ultimate Fighting Championship |
| 2021      | Dana White | Ultimate Fighting Championship |
| 2022      | Dana White | Ultimate Fighting Championship |
| 2023      | Dana White | Ultimate Fighting Championship |
| 2024      | Dana White | Ultimate Fighting Championship |

## Celebridad MMA del Año
| Año       | Ganador              |
| --------- | -------------------- |
| 2008      | No existía el premio |
| 2009      | No existía el premio |
| 2010      | Joe Rogan            |
| 2011      | Joe Rogan            |
| 2012      | Joe Rogan            |
| 2013      | Chael Sonnen         |
| 2014      | Joe Rogan            |
| 2015      | Joe Rogan            |
| 2016      | Joe Rogan            |
| 2017      | Joe Rogan            |
| 2018      | Joe Rogan            |
| 2019/2020 | Joe Rogan            |
| 2021      | Daniel Cormier       |
| 2022      | Joe Rogan            |
| 2023      | Joe Rogan            |
| 2024      | Nina-Marie Danielle  |